# Avry-sur-Matran
Avry-sur-Matran (toponimo francese; in tedesco Avry ob Matran, desueto) è una frazione del comune svizzero di Avry, nel Canton Friburgo (distretto della Sarine).

## Storia

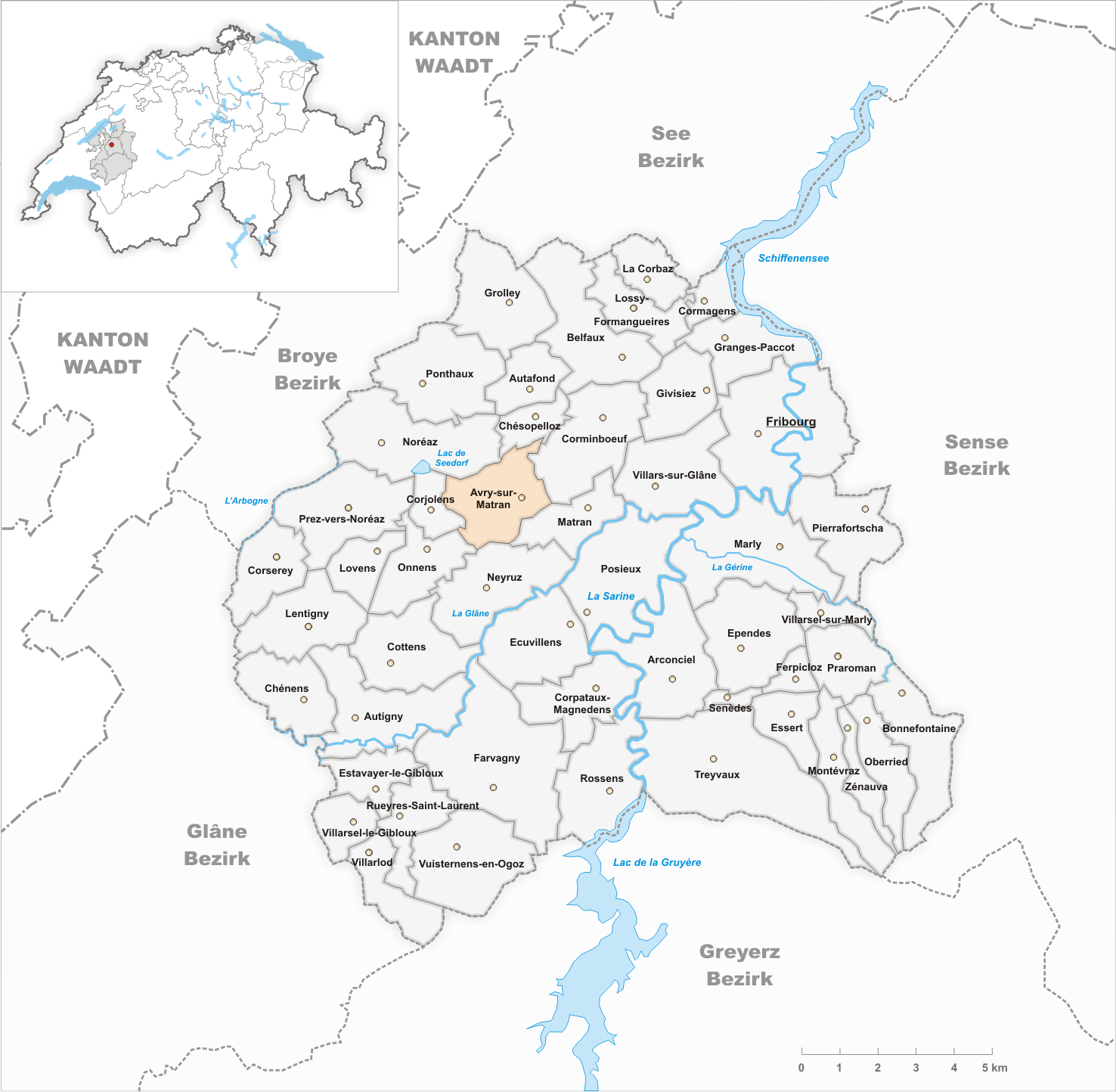
Il territorio del comune di Avry-sur-Matran prima degli accorpamenti comunali del 2001

Già comune autonomo che comprendeva anche la frazione di Rosé, nel 2001 è stato accorpato all'altro comune soppresso di Corjolens per formare il nuovo comune di Avry.

## Monumenti e luoghi d'interesse

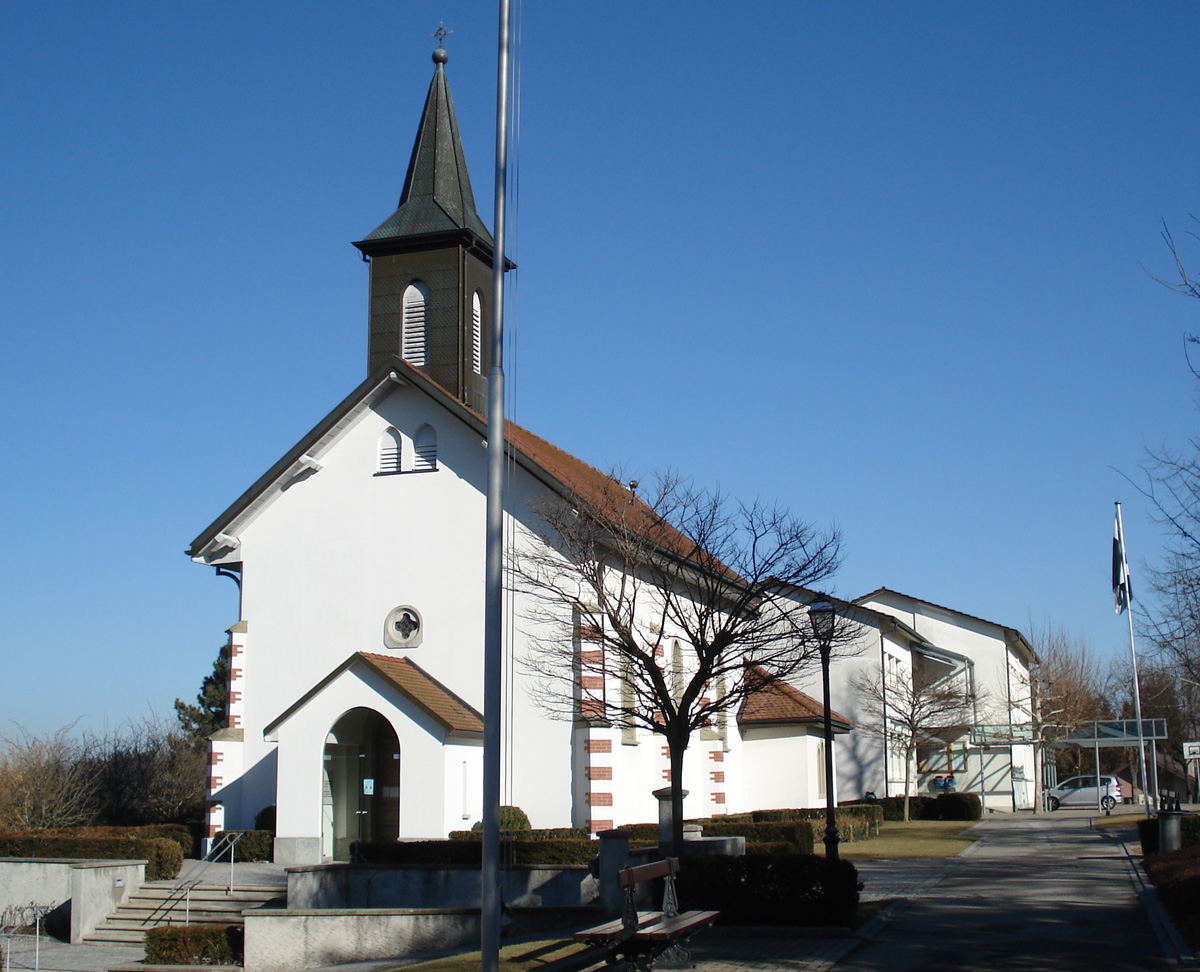
La cappella cattolica della Santa Trinità

- Cappella cattolica della Santa Trinità, eretta nel 1897[1].

## Società

### Evoluzione demografica
L'evoluzione demografica è riportata nella seguente tabella:
Abitanti censiti

## Infrastrutture e trasporti
Avry-sur-Matran è servito dalla stazione di Rosé sulla ferrovia Losanna-Friburgo.

## Amministrazione
Ogni famiglia originaria del luogo fa parte del comune patriziale che ha la responsabilità della manutenzione di ogni bene comune.